# Cvetko Budkovič
Cvetko Budkovič, slovenski muzikolog in glasbeni pedagog, * 14. maj 1920, Ljubljana, † 25. oktober 2000, Ivančna Gorica. 
Leta 1953 je diplomiral na Akademiji za glasbo v Ljubljani iz glasbene zgodovine. V letih 1953 do 1963 je poučeval na nižji glasbeni šoli Ljubljana Center, od 1963 do 1980 pa je bil ravnatelj nižje glasbene šole Ljubljana Vič-Rudnik. Preučeval je slovensko glasbeno izobraževanje in zgodovino pevskih zborov in o tem sam ali z drugimi avtorji napisal več člankov in  knjig. Za svoje delovanje je leta 1998 prejel nagrado Republike Slovenije na področju šolstva. V slovenskem knjižničnem informacijskem sistemu COBISS obsega njegova bibliografija 48 zapisov.

## Monografije
- Zgodovina glasbe, Ljubljana, 1964 (dopolnjena izdaja 1983)
- Razvoj mladinskega zborovskega petja do druge svetovne vojne, Ljubljana, 1983
- Svetozar Marolt, glasbenik in borec, Ljubljana, 1977
- Sto let pevskega zbora Glasbene Matice, Ljubljana, 1991
- Razvoj glasbenega šolstva na Slovenskem I : od začetka 19. stoletja do nastanka konservatorija Ljubljana, Ljubljana, 1992.
- Razvoj glasbenega šolstva na Slovenskem II : od nastanka konservatorija do Akademije za glasbo: 1919–1946, Ljubljana, 1995.

## Izbrana bibliografija
- Raziskovanje slovenske glasbene umetnosti (COBISS)
- Sto let pevskega zbora Glasbena matica : 1891-1991 (COBISS)
- Razvoj glasbenega šolstva na Slovenskem I : od začetka 19. stoletja do nastanka konservatorija (COBISS)
- Razvoj glasbenega šolstva na Slovenskem II : od nastanka konservatorija do Akademije za glasbo : 1919-1946 (COBISS)
- Avtentičen dokument iz časov druge svetovne vojne : Slovenska glasba v NOB (COBISS)